# Kaete Nick-Jaenicke

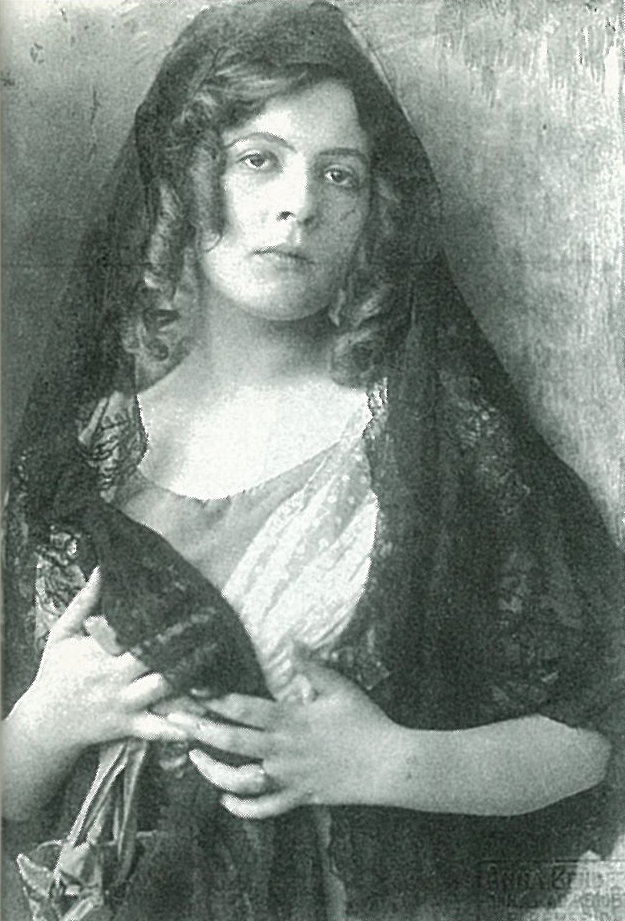
Kaete Jaenicke, Mitte der 1910er Jahre

Kaete „Katja“ Nick-Jaenicke (* 24. August 1889 in Breslau; † 1967), zunächst bekannt geworden unter ihrem Geburtsnamen Kaete Jaenicke, später bisweilen auch nur mit ihrem Ehenamen Kaete Nick genannt, war eine deutsche Konzertsängerin, Gesangslehrerin und Diseuse. Die Musikerin trat in der Weimarer Republik regelmäßig im Hörfunk auf und war verschiedentlich auch auf Opern- und Theaterbühnen zu sehen.

## Leben
Kaete Jaenicke kam 1889 in Breslau als Tochter des Juristen und Schriftstellers Karl Jaenicke und seiner aus einer angesehenen jüdischen Familie Breslaus stammenden Ehefrau Julia Bettina (Betty) Jaenicke, geborene Asch, zur Welt. Ihr älterer Bruder war der Politiker und Diplomat Wolfgang Jaenicke, ein Cousin mütterlicherseits der gleichfalls in Breslau geborene Historiker Fritz Stern. Ihre künstlerische Laufbahn begann Jaenicke als „Kammersängerin mit blühender Stimme, die ihr Eingang verschaffte ins anspruchsvolle Konzertleben“ ihrer Geburtsstadt und darüber hinaus. So zählte sie beispielsweise zu den wichtigsten Protagonistinnen der Beethoven-Abende des Pianisten Frederic Lamond. Als Chérubin in Jules Massenets gleichnamiger Oper hatte sie auch einen frühen Erfolg auf der Opernbühne.
1913 sang Jaenicke als Sopran am Elberfelder Stadttheater am Brausenwerth eine „treffliche“ Rose Friquet in Aimé Maillarts Das Glöckchen des Eremiten unter dem aufstrebenden Dirigenten Hans Knappertsbusch, unter welchem sie auch als Margret in der Spieloper Der Schützenkönig von Heinrich Zöllner von sich reden machte und in Alfred Kaisers zum hundertjährigen Gedenken der Völkerschlacht bei Leipzig aufgeführten Freiheitsoper Theodor Körner die Rolle der Antonie Adamberger übernahm. Es kam zu einer Verlobung mit Knappertsbusch, die Jaenicke jedoch 1914 wieder auflöste, weil ihr Verlobter von ihr verlangt hatte, nach der Eheschließung ihren Beruf aufzugeben.
Ihr Debüt im Berliner Bechsteinsaal erregte im Jahr darauf „starke Hoffnungen“ in der Fachwelt. Jaenickes „sehr helle, aber doch ungemein weich und angenehm klingende Stimme von großer Beweglichkeit“, die „mit schlackenloser Technik“ gesungenen Figurationen in Mahlers Wer hat dies Liedlein erdacht wiesen der Allgemeinen Musikzeitung zufolge auf „ein ausgesprochenes Talent zum Ziergesang“ hin. Mit ihrer damaligen „Hauptstärke […] im Vortrag heiterer, volksliedartiger und möglichst leicht bewegter Stücke“ war Jaenicke auch prädestiniert für die Truppenbetreuung deutscher Soldaten im Ersten Weltkrieg. Von einem Fronttheatereinsatz in Belgien kehrte sie 1917 allerdings schwer an Diphtherie erkrankt zurück.
Im Jahr 1920 heiratete sie den Juristen und späteren Komponisten und Kapellmeister Edmund Nick, der damals als Konzertbegleiter und Musikkritiker tätig war. Oft gemeinsam auftretend, galten die beiden bald als ideal zusammenwirkendes Künstlerehepaar, wobei der „farbenreiche, durch innerste seelische Anteilnahme modifizierte Mezzosopran von Kaete Nick-Jaenicke (…) an Dr. Edmund Nicks pianistischer Untermalung das sorgfältig ausbalanzierte künstlerische Gegengewicht“ fand. Beide gewännen darüber hinaus „sofort durch ihre menschlich liebenswürdige Art, die sich bei ihren Darbietungen unbewußt“ übertrage. In ihren ständig wechselnden, „hübschen, von der Schablone abweichenden“ Liedprogrammen berücksichtigten sie klassische Komponisten wie Händel, Mozart, Mussorgski, Schumann und Schubert genauso wie zeitgenössische von Wolf, Reger, Busoni, Hindemith und Grosz bis hin zu Nick selbst und waren beim Publikum ebenso wie bei der Kritik erfolgreich. Das Ehepaar hatte zwei Kinder; der 1922 geborene Sohn Anselm Amadeus blieb im Zweiten Weltkrieg verschollen, die 1926 in Breslau geborene Tochter Dagmar wurde später als Schriftstellerin bekannt.
Ab Mitte der 1920er Jahre hatte die Mezzosopranistin und Altistin regelmäßig auch Auftritte im Schlesischen Rundfunk, wo sie unter anderem von der Breslauer Funkkapelle unter Franz Marszalek begleitet wurde; ihr gesendetes Repertoire reichte von Opernpartien bis zum kabarettistischen Lied. Auch die von Jazz und Blues beeinflussten Afrika Songs (1929) von Wilhelm Grosz sang sie bei ihrer im Radio stattfindenden Uraufführung. Die Neue Zeitschrift für Musik nannte Nick-Jaenicke 1929 eine „ausgezeichnete Solistin“, die überregionale Programmzeitschrift Der Deutsche Rundfunk ihre Gestaltung des Hänsel in einer Sendung von Engelbert Humperdincks Oper Hänsel und Gretel (1929) „eine in eitel Wohllaut schwelgende Gesangsleistung“. Darüber hinaus war die Künstlerin in Unterhaltungssendungen wie Kitsch und Kunst und einer Reihe musikalischer Hörspiele zu hören, so als Maria in Christa Niesel-Lessenthins Weihnachtsspiel Es ist das Heil uns kommen her (1927) oder in Max Herrmann-Neißes Hörfolge Melancholisches Kabarett (1930), in der der Dichter selbst durch Vertonungen einer Auswahl seiner Gedichte führte. Großen Erfolg hatte sie neben Ernst Busch in der weiblichen Hauptrolle der Chansonette in der von Rundfunkanstalten im In- und Ausland übernommenen Uraufführung von Erich Kästners lyrischer Suite in drei Sätzen Leben in dieser Zeit (1929) unter der Regie von Friedrich Bischoff. Sie sang diese Rolle auch im März 1930, als die Breslauer Produktion aufgrund der großen Nachfrage mit teils anderen Künstlern (Robert Koppel ersetzte Busch als Schmidt) erneut gesendet wurde, sowie – jetzt wieder an der Seite Ernst Buschs – 1932 in der von Werner Jacob inszenierten Aufführung der Bühnenbearbeitung am Breslauer Stadttheater. Ihre Partie aus Leben in dieser Zeit griff Nick-Jaenicke außerdem in dem Liederabend Song, Bänkel, Groteske auf, in dem sie, begleitet von ihrem Mann, neben den Kästner-Chansons auch Werke anderer Kabarettdichter wie Klabund oder Hans Reimann darbot. Die Kattowitzer Zeitung schrieb am 7. Dezember 1932 über ein begeistert aufgenommenes Gastspiel im Kaiserhof in Beuthen: „Käte Nick-Jaenicke ist keine freche, sondern eine wohlerzogene und kultivierte Chansonette von Musikalität und sicherer gesanglicher Begabung. Sie ist Dame und bleibt es durchweg in der Art ihres Vortrags, selbst wenn der Text keß wird. Die Diktion des Vortrages ist gut, ganz kabarettistisch festgelegt, wird aber lebendig durch die liebenswürdige Art, mit der er vorgetragen wird.“
In der Zeit des Nationalsozialismus galt Nick-Jaenicke als „Halbjüdin“ und war zusammen mit ihrer Familie Repressalien ausgesetzt. Sie wurde aus der Reichskulturkammer ausgeschlossen und durfte nach 1933 weder auftreten noch Gesangsschülerinnen betreuen, zu denen in den 1920er Jahren zum Beispiel Katharina Mann gehört hatte. Dennoch engagierte Werner Finck die Künstlerin, nachdem sie wegen der politisch motivierten Entlassung ihres Mannes als künstlerischer Leiter der Schlesischen Funkstunde mit ihrer Familie nach Berlin übersiedelt war, ab 1934 für einige Monate in der Katakombe als Diseuse. Der Kritiker Bernhard Diebold nannte sie die „vox humana“ der Katakombe. Unter falschem Namen betrieb Nick-Jaenicke das Kabarett bis zu seiner Schließung durch die Gestapo 1935 sogar mit. Mit der Aufnahme in die von der NSDAP herausgegebenen antisemitischen Publikationen Judentum und Musik – mit einem ABC jüdischer und nichtarischer Musikbeflissener (1935 f.) und Lexikon der Juden in der Musik (1940) sah sich die Künstlerin schließlich endgültig aus dem kulturellen Leben verbannt. Ihre Tochter schilderte später, wie das Leben der Mutter nur noch von Angst bestimmt schien:

„Angst, ihrem Mann wegen ihrer Abstammung beruflich zu schaden. Angst, es könnte ihm etwas passieren, er könnte plötzlich abgeholt werden. Ohne ihn wäre sie als Halbjüdin völlig ungeschützt. Angst, mit Nicki [=Edmund Nick] ins Theater zu gehen, was den ‚Mischlingen 1. Grades‘ verboten ist. Angst, um ihre Tochter, die wochenlang im Krankenhaus liegt und kein Arzt zu sagen weiß, ob die Siebzehnjährige die Sepsis unbekannter Genese (später die Tuberkulose) überleben wird. Angst, ob ihre jüdisch verheiratete Schwester noch rechtzeitig das rettende Affidavit erhalten wird, um auszuwandern. Angst, als sie miterlebt, wie ihre jüdischen Cousinen von den Nazischergen abgeholt werden, um – was man freilich später erst erfährt – in Treblinka in einer Gaskammer zu enden. Angst, wenn Nicki bei einem Fliegerangriff nachts auf dem Dachboden nach nicht explodierten Brandbomben sucht, was für ihn als Luftschutzwart Pflicht war. Angst, als der zum Militär eingezogene Anselm an die russische Front geschickt wird, in die Schlacht um Charkow, und endlos lange keine Post von ihm kommt. Angst, zum Lungenarzt zu gehen: er könnte bei ihr die Tuberkulose diagnostizieren, die sie längst in sich trägt; es hätte sie ja, als Mischling, kein Sanatorium aufnehmen dürfen!“

Nach einem Bombenangriff auf ihre Wohnung im Dezember 1943 wurde die Familie aus Berlin zu Verwandten ihres Ehemannes ins Sudetenland evakuiert. Im Februar 1945 floh man von dort aus weiter nach Lenggries in die Nähe von München.
In der Nachkriegszeit trat Nick-Jaenicke offenbar kaum mehr öffentlich als Sängerin in Erscheinung. Das DRA nannte sie zwischenzeitlich noch als Mitwirkende einer angeblichen BR-Fassung des Hörspiels Mittsommernacht (1950) von Anton Schnack (Musikalische Leitung: Edmund Nick), in dem sie bereits 1931 in der Schlesischen Funkstunde aufgetreten war – möglicherweise ein auf der Verwendung einer alten Tonaufnahme beruhendes Missverständnis. Ein Auftritt als Kornett von Richthofen in einer 1952 unter Kurt Schröder entstandenen Gesamtaufnahme des Bettelstudenten für den Hessischen Rundfunk, deren spätere Doppel-CD-Veröffentlichung im Katalog der Deutschen Nationalbibliothek der Musikerin und Sängerin „Käthe Jänicke“ zugeordnet ist, erscheint ebenso fraglich und eine Verwechslung mit der gleichnamigen Schauspielerin wahrscheinlicher.
Kaete Nick-Jaenicke starb 1967 an den Folgen eines Herzinfarkts. Ihre Grabstätte befindet sich auf dem Münchner Westfriedhof.
Heute ist die einstmals zu den bedeutendsten Künstlerinnen ihrer schlesischen Heimat zählende Sängerin wohl noch am ehesten durch biografische Spuren im literarischen Werk ihrer Tochter Dagmar Nick bekannt. In Nicks Vorlass in der Monacensia der Münchner Stadtbibliothek befindet sich überdies ein 27-seitiges Manuskript von ihr, das sich ausschließlich mit Kaete Nick-Jaenicke beschäftigt.
Das Muzeum Miejskie Wrocławia verwahrt außerdem eine Anzahl künstlerischer Bildnisse der Sängerin, darunter ein von Max Odoy gemaltes Porträt. Bereits 1925 war ein fotografisches Bildnis Nick-Jaenickes von Elfriede Reichelt im Rahmen einer Einzelausstellung im Schlesischen Museum der Bildenden Künste gezeigt worden.

## Tonaufnahmen
Zwischen 1929 und 1933 entstanden während ihrer Rundfunkarbeit für den Sender Breslau zahlreiche Schallaufnahmen mit Kaete Nick-Jaenicke, zum Beispiel:
- 12 kleine Negerlein (Klavierbegleitung: Wilhelm Grosz; Text: Hans Reimann; Musik: Wilhelm Grosz)
- Afrika Songs, Zyklus für Mezzosopran, Bariton und Kammerorchester op. 29 (mit Leo Weith) (Texte: Langston Hughes u. a.; Musik: Wilhelm Grosz)
- Aufgang nur für Herrschaften (Text: André Foelckersam; Musik: Hans Sattler)
- Ballade von Sammy Lee (Text: Carola Sokol; Musik: Wilhelm Grosz)
- Bänkel vom Klatsch (Text: Carola Sokol; Musik: Wilhelm Grosz)
- Da droben auf dem Berge (Schlesisches Volkslied)
- Die Pfarrerstochter singt von der Johannisnacht (Text: Anton Schnack; Musik: Edmund Nick)
- Heimat, hold in Wiesen (Text: Fritz Walter Bischoff; Musik: Edmund Nick)
- In den Ebenen der Städte (Text: Fritz Walter Bischoff; Musik: Edmund Nick)
- Lied der Kartenlegerin (Text: André Foelckersam; Musik: Hans Sattler)
- Spinnlied (mit Carl Brauner) (Text: Ernst Schenke; Musik: Karl Sczuka)

## Hörspiele (Auswahl)
- Erich Fischer: Musikalische Hauskomödien. 1. Mutter Schrödern. Musik von Konradin Kreutzer; 3. Eintracht ernährt. Musik von Carl Ditters von Dittersdorf. Aufführung am 15. September 1925, Breslau Schlesische Funkstunde.
- Christa Niesel-Lessenthin: Es ist das Heil uns kommen her! Ein Weihnachtsspiel für jung und alt. Komposition: Heribert Grüger. Regie: Viktor Heinz Fuchs. Uraufführung am 22. Dezember 1927, Breslau Schlesische Funkstunde.
- Fritz Walter Bischoff, Edmund Nick: Song. Wort und Ton der Zeit. Komposition: Kurt Weill, Edmund Nick, Ernst Krenek. Uraufführung am 9. April 1929, Breslau Schlesische Funkstunde
- Erich Kästner: Leben in dieser Zeit. Hörspiel für Musik in drei Sätzen. Komposition: Edmund Nick. Musikalische Leitung: Edmund Nick. Regie: Friedrich Bischoff. Uraufführung am 14. Dezember 1929, Breslau Schlesische Funkstunde
- Ernst Schenke, Emma Schmidt, Kurt Bayer: Aus der Heemte. Schlesische Mundartdichtungen. Musikalische Leitung: Franz Marszalek. Regie: Axel Feit. Uraufführung am 9. April 1930, Breslau Schlesische Funkstunde.